# Frontière du chaos

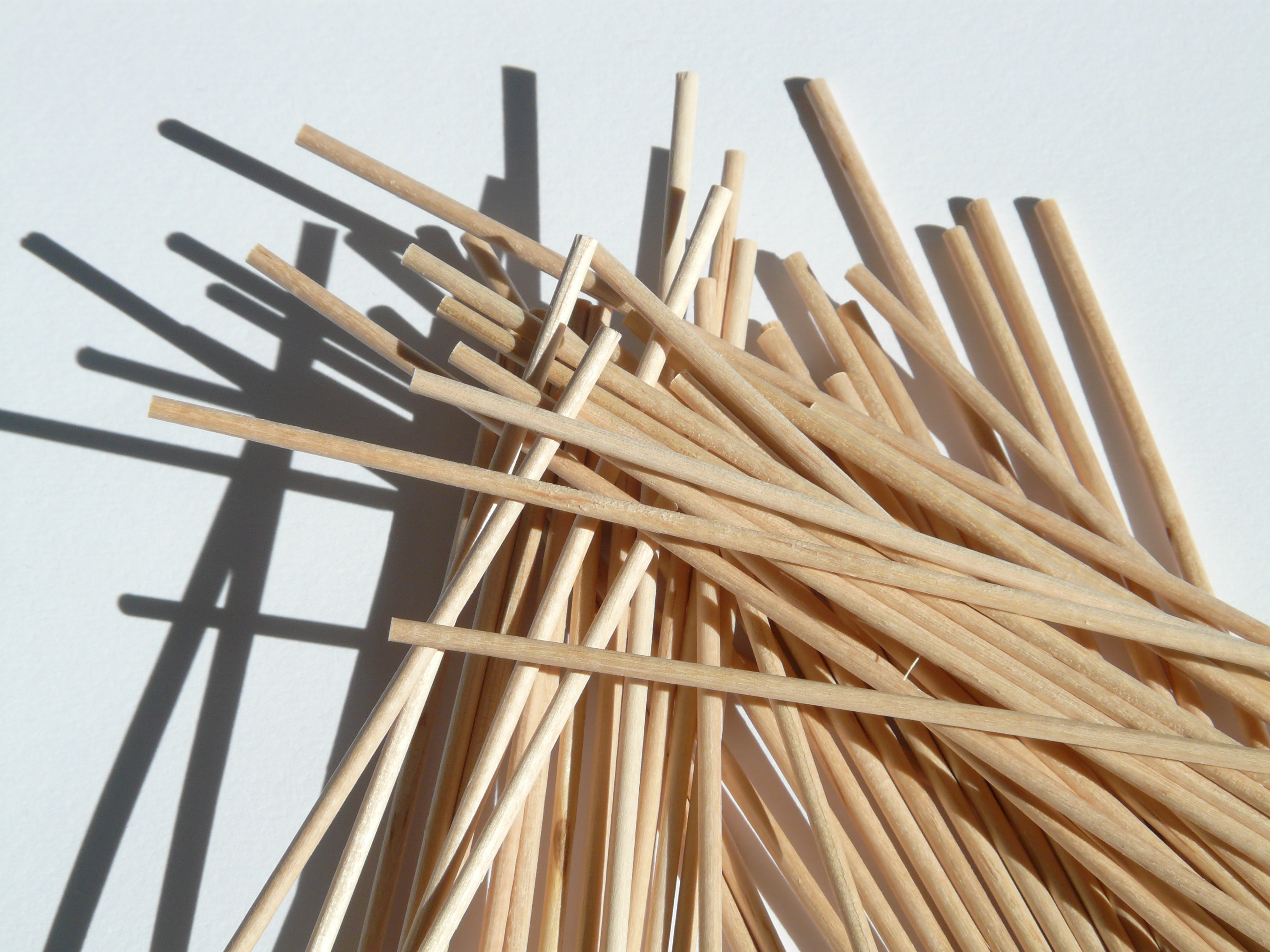
Les changements réellement créatifs et les grandes transformations se produisent à la frontière du chaos, a déclaré le Dr Robert Bilder, professeur de psychiatrie et de psychologie au Semel Institute for Neuroscience and Human Behavior de l'UCLA.

La frontière du chaos est un espace de transition entre l'ordre et le désordre qui existerait hypothétiquement dans une grande variété de systèmes. Cette zone de transition est une région d'instabilité délimitée engendrant une interaction dynamique constante entre l'ordre et le désordre.
Bien que la notion de frontière du chaos soit abstraite et peu intuitive, elle a de nombreuses applications dans des domaines tels que l'écologie, la gestion des affaires, la psychologie, les sciences politiques et les autres sciences sociales. Les physiciens ont démontré que l'adaptation à la frontière du chaos se produit dans presque tous les systèmes à rétroaction.

## Histoire
C'est le mathématicien Doyne Farmer qui a inventé l'expression frontière du chaos (edge of chaos) pour décrire le phénomène de transition découvert par l'informaticien Christopher Langton. À l'origine, l'expression référait à une zone dans l'intervalle des valeurs d'une variable, λ (lambda), qu'on modifiait en examinant le comportement d'un automate cellulaire (AC). Alors que λ variait, le comportement de l'AC passait par une transition de phase. Langton trouva une petite zone propice à la production d'AC capables de calcul universel. À la même époque, le physicien James P. Crutchfield et d'autres utilisèrent l'expression apparition du chaos (onset of chaos) pour décrire plus ou moins le même concept.
En sciences, l'expression est venue à référer à une métaphore selon laquelle certains systèmes physiques, biologiques, économiques et sociaux opèrent dans une région entre l'ordre et le hasard ou le chaos complet, là où la complexité est maximale. Cependant, la généralité et la signification de cette notion ont depuis été remises en question par certains scientifiques, dont Melanie Mitchell. Le monde des affaires a également emprunté l'expression et l'utilise parfois de manière inappropriée et dans des contextes qui s'éloignent de la portée originale du terme.
Le chercheur Stuart Kauffman a étudié des modèles mathématiques de systèmes en évolution dans lesquels le taux d'évolution est maximal à la frontière du chaos.

## Adaptation
L'adaptation joue un rôle vital chez les organismes et systèmes vivants, dont les propriétés internes changent constamment pour mieux s'adapter à leur environnement. Les outils d'adaptation les plus importants de nombreux systèmes naturels sont les paramètres auto-ajustables. La principale caractéristique des systèmes ayant des paramètres auto-ajustables est la capacité à éviter le chaos. Ce phénomène se nomme adaptation à la frontière du chaos.
L'adaptation à la frontière du chaos renvoie à l'idée que de nombreux systèmes complexes adaptatifs semblent évoluer instinctivement vers un régime à la limite entre l'ordre et le chaos. La physique a démontré que la frontière du chaos est le positionnement optimal pour contrôler un système. La frontière du chaos est aussi un paramètre facultatif qui peut influencer la capacité d'un système physique à effectuer des fonctions de calcul primitives.
L'adaptation à la frontière du chaos occupe une place prépondérante dans beaucoup de recherches scientifiques en raison de l'importance de l'adaptation dans beaucoup de systèmes naturels. Un exemple de ce phénomène est la criticité auto-organisée dans les modèles d'avalanche et de tremblement de terre.
Un modèle simple de dynamique chaotique est la carte logistique. La dynamique d'autorégulation de la carte logistique montre une adaptation à la frontière du chaos.